# يو هو جيونغ
يو هو جيونغ (هانغل: 유호정) هي ممثلة كورية جنوبية، ولدت في 24 يناير 1969 في كوريا الجنوبية.

## وصلات خارجية
- يو هو جيونغ على موقع IMDb (الإنجليزية)
- يو هو جيونغ على موقع ألو سيني (الفرنسية)
- يو هو جيونغ على موقع أول موفي (الإنجليزية)
- يو هو جيونغ على موقع قاعدة بيانات الأفلام السويدية (السويدية)
- يو هو جيونغ على موقع قاعدة بيانات الفيلم (الإنجليزية)
- يو هو جيونغ على موقع كينوبويسك (الروسية)